# Аліхан (Казахстан)
Аліха́н (каз. Әлихан) — село у складі Шетського району Карагандинської області Казахстану. Входить до складу Коктенкольського сільського округу.
Населення — 197 осіб (2021; 293 у 2009, 335 у 1999, 427 у 1989).
Національний склад станом на 1989 рік:
- казахи — 72 %.